# Władysław Pasikowski
Władysław Pasikowski (n. 14 iunie 1959, Łódź, Polonia) este un regizor de film și scenarist polonez.

## Filmografie
- Kroll (1991)
- Copoii (1992)
- Psy 2. Ostatnia krew (Copoii 2; 1994)
- Słodko gorzki (1996)
- Demons of War (1998)
- Operacja Samum (1999)
- Reich (2001)
- Glina (2003–2004)
- Maszyna losująca (2007)
- Aftermath (2012)[4]
- Jack Strong (2014)
- Pitbull. Ostatni pies (2018)
- Kurier (2019)
- Psy 3 (Copoii 3; 2020)